# Jochanan Bader

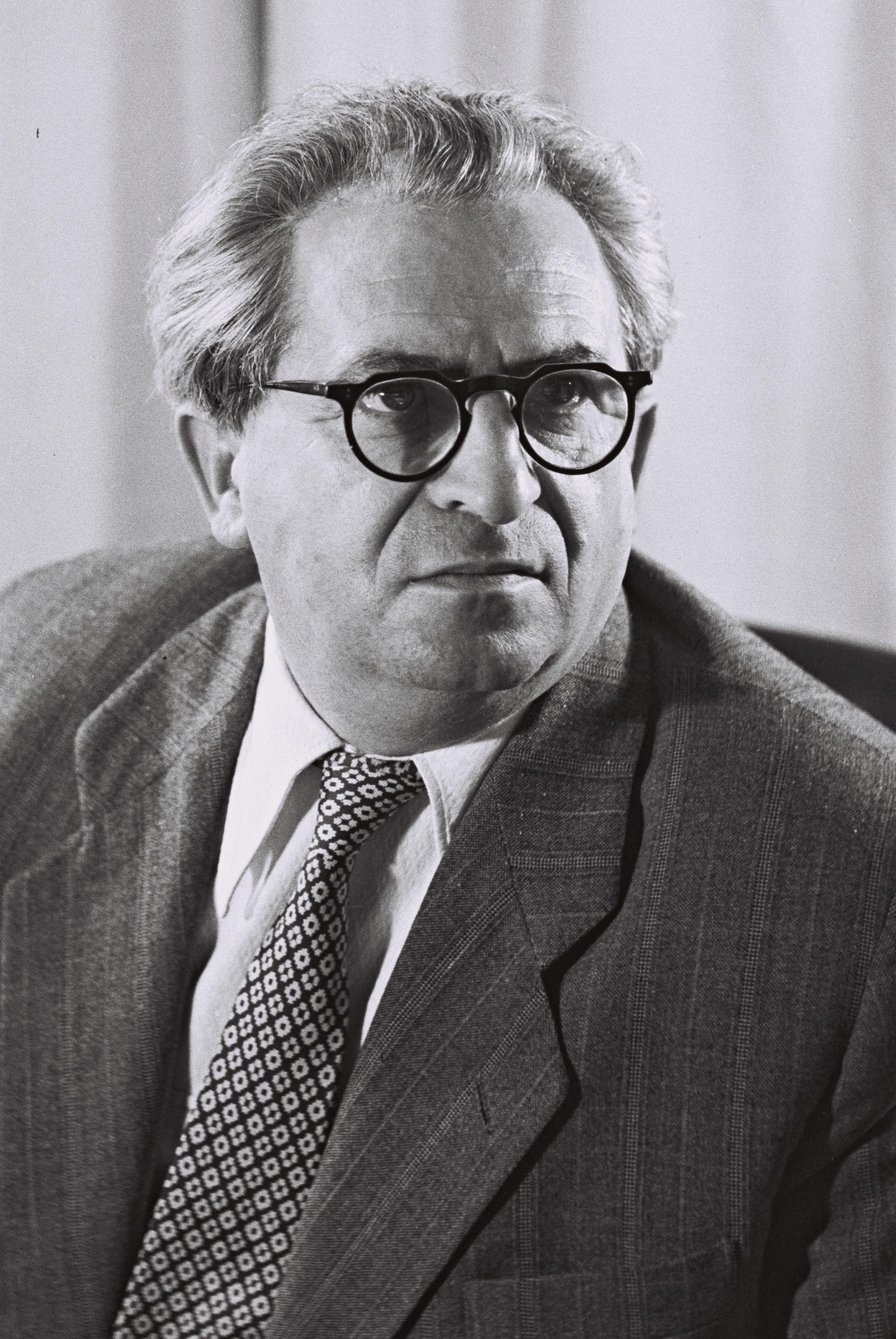
Jochanan Bader (1951)

Jochanan Bader (hebräisch יֹוחָנָן בָּדֶר, in Sprachen ohne den Laut ch (IPA χ): auch Yohanan Bader; * 19. August 1901 in Krakau, Österreich-Ungarn als Jan Bader; † 16. Juni 1994 in Ramat Gan) war ein aus Polen stammender israelischer Politiker der Cherut bzw. des Likud. Er gehörte der Knesset von der ersten Wahl 1949 bis 1977 an.

## Leben
Bader war der Sohn eines wohlhabenden Rechtsanwalts. Nach dem Abschluss des Staatlichen Gymnasiums in Krakau studierte er Rechtswissenschaften an der dortigen Jagiellonen-Universität und schloss dieses Studium mit einer Promotion zum Dr. jur. ab. Im Anschluss war er als Rechtsanwalt tätig. Bader, der sich bereits während des Studiums in der sozialistischen Partei Allgemeiner jüdischer Arbeiterbund und der sozialistisch-zionistischen Pfadfinderorganisation HaSchomer haZaʿir engagierte, trat 1925 der revisionistisch-zionistischen Bewegung bei und war außerdem Herausgeber der polnischsprachigen Wochenzeitung Trybuna Narodowa. Bevor Bader seine spätere Frau Leora Gerbshrift heiratete, forderte ihn ein anderer Verehrer Gerbshrifts zu einem Pistolenduell heraus. Bader gewann und tötete den Konkurrenten. Er wurde angeklagt, aber wegen Notwehr freigesprochen.
Nach dem Beginn des deutschen Überfalls auf Polen im September 1939 übersiedelte er in das von der Sowjetunion besetzte Ostpolen. Wegen seines fortgesetzten politischen Engagements wurde Bader 1940 von sowjetischer Polizei festgenommen und zu schwerer Zwangsarbeit in Nordrussland verurteilt. Nachdem er 1941 aufgrund der Bestimmungen des Sowjetisch-Polnischen Übereinkommens freigelassen wurde, verließ er die Sowjetunion und trat im August 1942 in die Anders-Armee ein, mit der er die Sowjetunion via Iran gen Levante verlassen konnte.
Im Dezember 1943 schied er aus der Armee aus und machte Alija im Völkerbundsmandatsgebiet Palästina, wo er der Untergrundorganisation Irgun beitrat. Wegen dieser Tätigkeit wurde er 1945 durch britische Palestine Police festgenommen und bis Mai 1948 im Lager von Latrun inhaftiert. Nach seiner Haftentlassung gehörte er neben Menachem Begin zu den Mitgründern der revisionistisch-zionistischen Cherut und war zugleich Herausgeber von deren Tageszeitung Cherut.
Nach der Gründung des Staates Israel wurde Bader am 14. Februar 1949 erstmals zum Abgeordneten in die Knesset gewählt und gehörte dieser als Vertreter der Cherut bis zum 21. Januar 1974 sowie danach bis zum Ende der achten Legislaturperiode als Vertreter des Likud am 13. Juni 1977 an. Baders Platz in der Knesset war neben dem des Parteivorsitzenden Begin. Ministerpräsident David Ben-Gurion, der sich weigerte, Begins Namen auszusprechen, bezeichnete diesen daher regelmäßig als „der Mann, der rechts neben Herrn Bader sitzt“. Wie seine Partei Cherut lehnte Bader Verhandlungen mit der Bundesrepublik Deutschland über Reparationen (Luxemburger Abkommen) strikt ab. In Richtung der regierenden Mapai von Ben-Gurion fragte er in einer Debatte im März 1952 zynisch: „Angenommen, sie bezahlen euch für sechs Millionen Juden. Aber wenn die Phase der Reparationen vorbei ist … woher bekommt ihr dann noch einmal sechs Millionen Juden, damit ihr noch mehr Geld bekommt?“
Während seiner langjährigen Parlamentszugehörigkeit war Bader Mitglied mehrerer Knesset-Ausschüsse und zwischen 1957 und 1977 Sprecher für Wirtschaftspolitik der Cherut-Fraktion. Daneben war er von November 1965 bis November 1969 Koordinator des Fraktionsbündnisses von Cherut und Miflagah Liberalit Jisreʾelit sowie zuletzt zwischen Januar 1974 und Juni 1977 Vorsitzender des Knesset-Ausschusses für Staatskontrolle.
Bader, der Artikel über seine parlamentarischen Erfahrungen in Tageszeitungen wie Cherut, Maʿariv und HaJom schrieb, veröffentlichte 1979 seine Memoiren unter dem Titel The Knesset and Me. Begraben wurde er auf dem Friedhof Nachalat Jizchaq in Givʿatajim.